# E.L. Doctorow
Edgar Lawrence Doctorow, känd som E.L. Doctorow, född 6 januari 1931 i The Bronx i New York, död 21 juli 2015 i New York, var en amerikansk författare. Han slog igenom 1975 med romanen Ragtime, som 1981 filmatiserades i regi av Miloš Forman.
Doctorows förfäder var ryska judar och han föddes i Bronx i New York. Modern var pianist, medan pappan var musik- och grammofonaffärsägare.
Efter studier i filosofi och litteratur och militärtjänst debuterade han 1960 som romanförfattare med Welcome to Hard Times. Doctorow räknas i dag[när?] som en av de främsta amerikanska författarna.